# 跨界休旅車

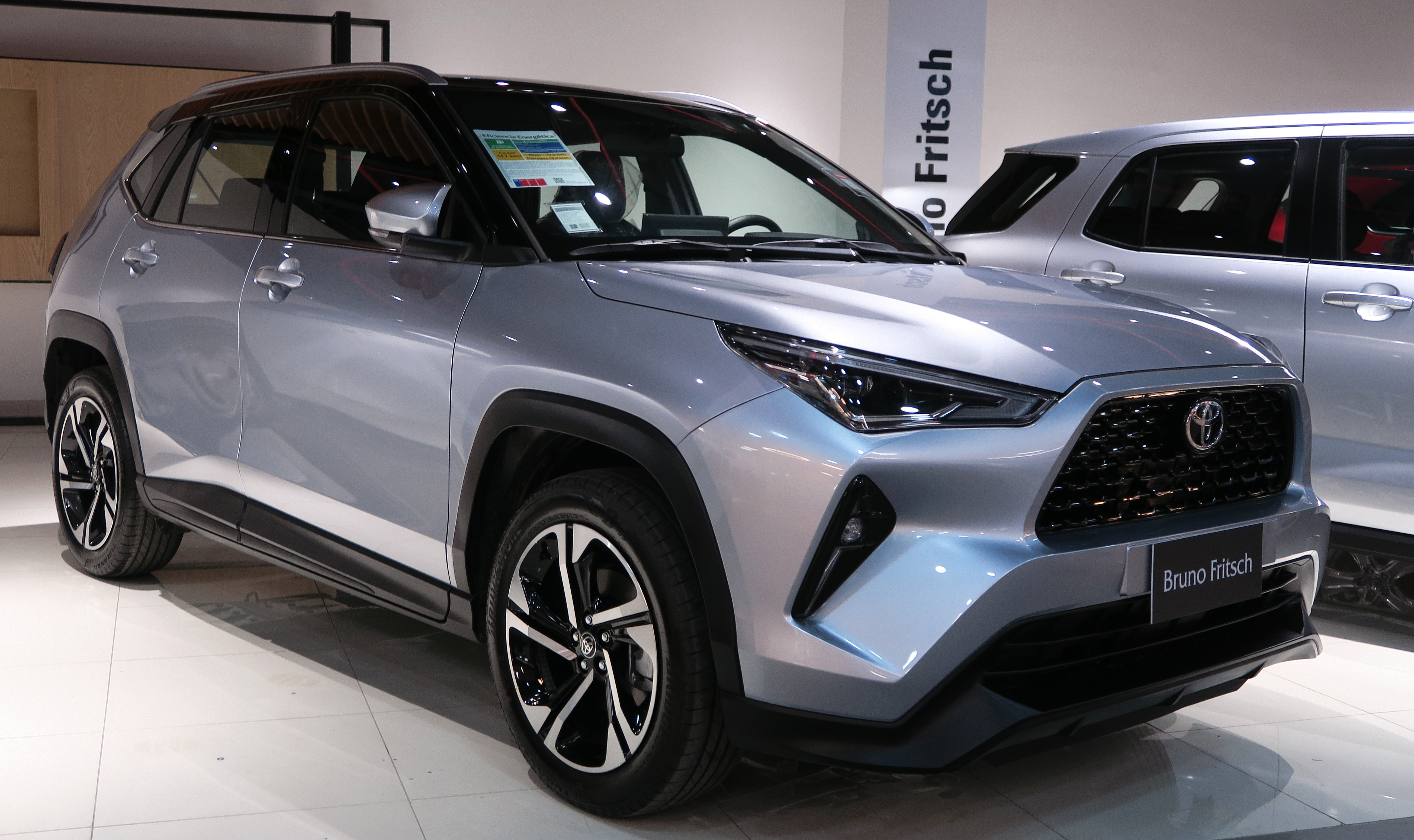
小型跨界車豐田Yaris Cross

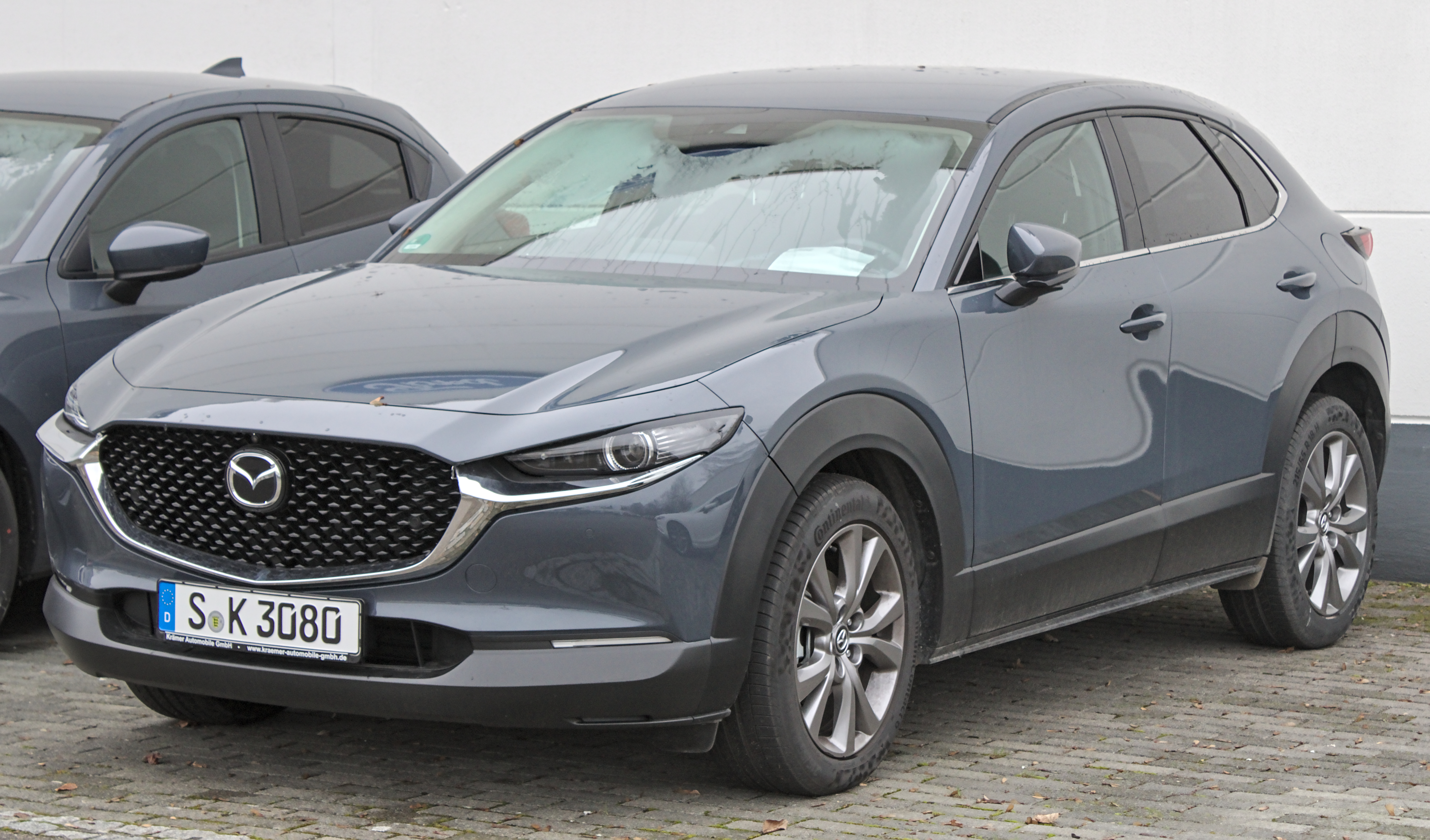
2020年馬自達CX-30

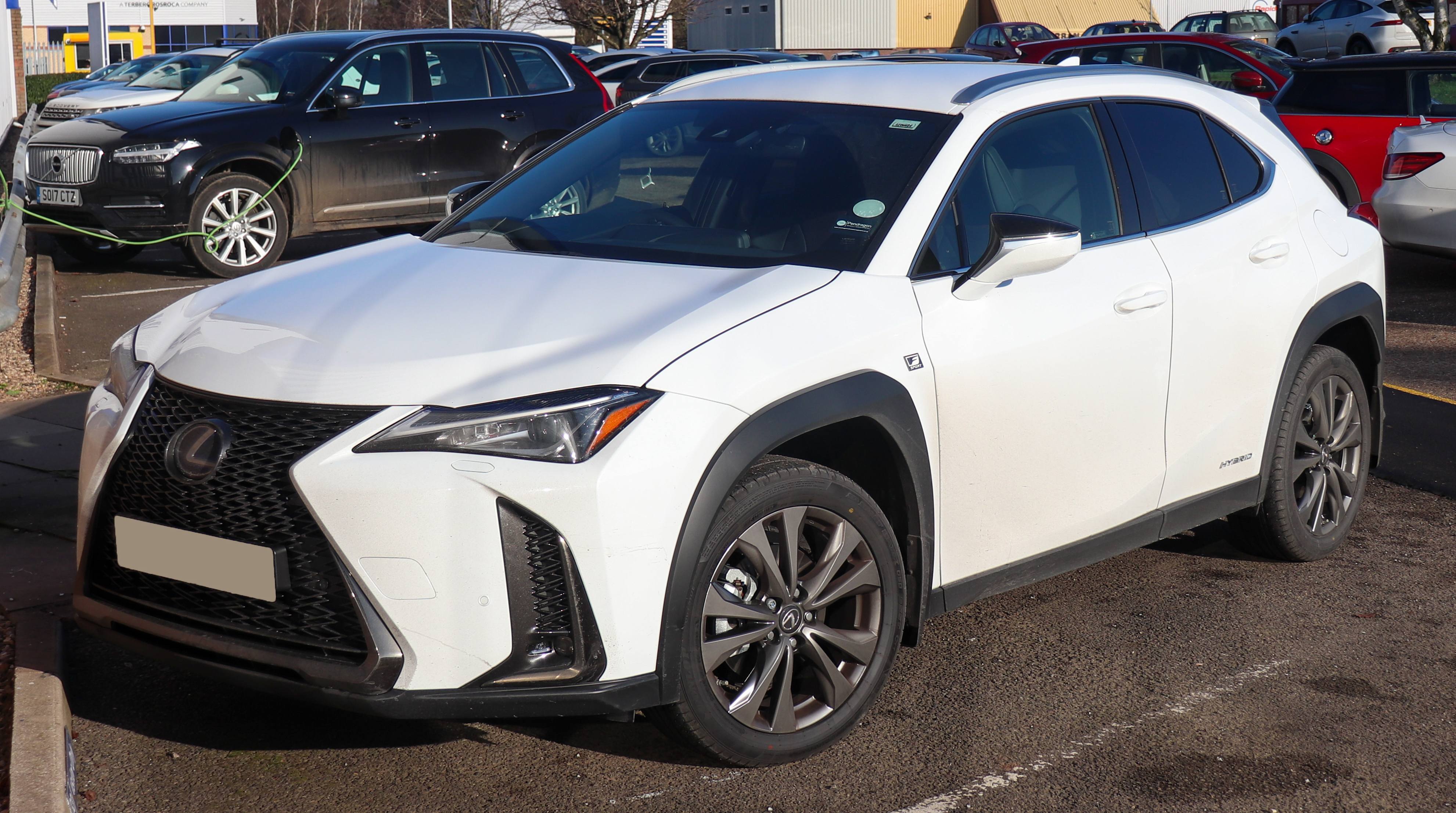
豪華跨界凌志UX

跨界休旅車（英語：Crossover Sport Utility Vehicle），是一種以普通掀背車底盤為基礎，混合運動休旅車（SUV）、掀背車與某些特質的新興衍生車款，這樣的車外觀上雖然非常像SUV，但排量通常要比較小、傳動系統的設定大多只是前輪驅動。簡而言之，跨界休旅車並不具備越野的性能，只是適合在路面駕駛，車身較掀背車為高的車款。
因為其賣點並非越野功能和車身剛性，CUV與SUV外觀相似但是屬於完全不同功能的車種，這樣的設計目的主要是使SUV的某些優點保留下來，例如車身高、空間大、進出容易等。

## 概要
大部分的消費者很難分辨運動型多用途車與跨界休旅車的區別，恰好說明CUV實在難以定義，因為這個字眼代表的就是混種、跨界等模糊的觀念。因此簡單地說，無法被清楚分類出車型的皆可稱為CUV。譬如賓士R-class外型看起來像MPV，卻搭載4WD的功能，便可稱為跨界休旅車。此外，像寶馬自稱旗下的X3、X5、X6為「SAV（Sport Activity Vehicle）」或「SAC（Sport Activity Coupe）」的新車型類別，這些都只是為了強調車輛運動性能的行銷手法。
由於2005年以來油價節節高漲，加上氣候變遷異常，全世界意識到「節能減碳」的重要，因此對於油耗表現不佳的車款敬而遠之。各家車廠紛紛捨棄自1995年以來暢銷的運動型休旅車，投入「跨界休旅車CUV」的懷抱。綜觀各家車廠的CUV車款，可以歸納出一些特點：車重控制在2噸以下，使用轎車底盤卻比一般轎車高、小排氣引擎油耗更節省環保、車室空間變化多樣、可能具備簡易的四輪驅動功能、操控感接近房車、懸吊系統設定使乘坐起來舒適、軸距適合都會區使用等。

## 外部連結
- 從Off-roader到Crossover SUV變變變